# Birju Sah
Birju Sah – indyjski bokser, brązowy medalista igrzysk azjatyckich i igrzysk wspólnoty narodów w 1994 r.

## Kariera amatorska
W 1994 r., był uczestnikiem igrzysk wspólnoty narodów, które odbywały się w Kanadzie. Sah odpadł w półfinale, zdobywając brązowy medal. W październiku tego samego roku, Sah zdobył brązowy medal podczas igrzysk azjatyckich w Hiroszimie.